# Muzeum Dom Rodziny Pileckich
Muzeum Dom Rodziny Pileckich – muzeum narracyjne w Ostrowi Mazowieckiej poświęcone Witoldowi i Marii Pileckim, otwarte 2 listopada 2022.
Muzeum otwarto w 2022 w odrestaurowanym domu rodzinnym Marii Pileckiej. Budynek należał do rodziny Ostrowskich, teściów Witolda Pileckiego. Maria Pilecka wraz z dziećmi spędziła w nim czas okupacji, aż do roku 1948.
Osoba Pileckiego została ukazana jako: harcerz, ziemianin, żołnierz oraz mąż i ojciec. W muzeum zaprezentowana też została historia ziemi ostrowskiej i północno-wschodniego Mazowsza, m.in. niemieckie zbrodnie na Żydach 11 listopada 1939 oraz Polakach we wsi Lipniak-Majorat.
W organizację muzeum zaangażowane były władze samorządowe oraz Ministerstwo Kultury i Dziedzictwa Narodowego (ponad 91 % wszystkich kosztów inwestycji). Zostało powołane uchwałą Rady Miasta Ostrów Mazowiecka w kwietniu 2016. Muzeum otwarto 2 listopada 2022 w obecności prezydenta RP Andrzeja Dudy, sekretarza stanu w Ministerstwie Kultury i Dziedzictwa Narodowego Jarosława Sellina, syna rotm. Witolda Pileckiego Andrzeja oraz siostrzeńca Marii Pileckiej Andrzeja Marka Ostrowskiego.